# Carsia emphracta
Carsia emphracta är en fjärilsart som beskrevs av Louis Beethoven Prout 1941. Carsia emphracta ingår i släktet Carsia och familjen mätare. Inga underarter finns listade i Catalogue of Life.